# Slaget vid Manila (1945)
Slaget vid Manila som ägde rum den 3 februari till 3 mars 1945 utkämpades mellan USA och Filippinerna mot Japan under andra världskriget i Filippinernas huvudstad Manila. Slaget var ett av de blodigaste i Stillahavskriget.